# Tom Riley
Tom Riley (Maidstone, 5 aprile 1981) è un attore britannico, noto per aver interpretato Leonardo da Vinci nella serie televisiva Da Vinci's Demons.

## Biografia
Riley nacque a Maidstone nel Kent in Inghilterra. Si è laureato all'Università di Birmingham a Birmingham nel 2002 e alla London Academy of Music and Dramatic Art nel 2005. Dopo gli studi, si è formato nella compagnia teatrale Article 19, e iniziò a lavorare nella compagnia del Royal Court Theatre, apparendo nell'opera The Woman. Nel 2009 partecipa al film Indovina chi sposa Sally.

### Vita privata
Nel maggio 2016 Riley si fidanza con l'attrice americana Lizzy Caplan, si sono sposati nel settembre 2017.

## Filmografia

### Cinema
- Qualche giorno in settembre (A Few Days in September), regia di Santiago Amigorena (2006)
- Return to House on Haunted Hill, regia di Víctor García (2007)
- I Want Candy, regia di Stephen Surjik (2007)
- Indovina chi sposa Sally (Happy Ever Afters), regia di Stephen Burke (2009)
- St Trinian's 2 - The Legend of Fritton's Gold, regia di Oliver Parker (2009)
- Kill Your Friends, regia di Owen Harris (2015)

### Televisione
- Casualty 1900s – serie TV, 2 episodi (2006-2008)
- Miss Marple (Agatha Christie's Marple) – serie TV, episodio 3x02 (2007)
- Freezing – serie TV, 2 episodi (2008)
- Lewis – serie TV, 1 episodio (2008)
- Il romanzo di Amanda (Lost in Austen) – miniserie TV, 4 puntate (2008)
- Poirot (Agatha Christie's Poirot) – serie TV, episodio 11x04 (2009)
- No Heroics – serie TV, 1 episodio (2009)
- I fantasmi di Bedlam (Bedlam) – serie TV, 1 episodio (2010)
- Bouquet of Barbed Wire – miniserie TV, 3 episodi (2010)
- Monroe – serie TV, 12 episodi (2011-2012)
- Da Vinci's Demons – serie TV, 28 episodi (2013-2015)
- Doctor Who – serie TV, episodio 8x03 (2014)
- The Collection – serie TV, 6 episodi (2016)
- Dark Heart – serie TV, 6 episodi (2016)
- The Nevers – serie TV, 12 episodi (2021-2023)
- La donna nella casa di fronte alla ragazza dalla finestra (The Woman in the House Across the Street from the Girl in the Window) – miniserie TV, 8 puntate (2022)
- L'ammutinamento del Caine - Corte marziale (The Caine Mutiny Court-Martial), regia di William Friedkin – film TV (2023)

## Teatro
- The Vertical Hour al Royal Court Theatre (2008)
- Hurts Given and Received al Riverside Studios (2010)
- Arcadia al Ethel Barrymore Theatre (2011)
- My City al Almeida Theatre (2011)

## Doppiatori italiani
Nelle versioni in italiano dei suoi lavori, Tom Riley è stato doppiato da:
- Patrizio Prata in Kill Your Friends
- Riccardo Niseem Onorato in Da Vinci's Demons
- Gianfranco Miranda in The Collection
- Alessandro Quarta in Doctor Who
- Davide Perino in The Nevers
- Stefano Crescentini ne La donna nella casa di fronte alla ragazza dalla finestra